# Millionär (Lied)
Millionär ist ein Lied der deutschen A-cappella- und Popband Die Prinzen. Der Song ist die zweite Singleauskopplung ihres Debütalbums Das Leben ist grausam und wurde 1991 veröffentlicht.

## Inhalt
In Millionär singen Die Prinzen aus der Perspektive des lyrischen Ichs über eine Person, die gerne reich sein würde. Dabei zählen sie verschiedene Möglichkeiten auf, um Millionär zu werden, darunter Arzt zu werden, eine reiche Frau zu heiraten, eine Bank zu überfallen oder Popstar zu werden. Doch ist all dies mit Gefahren oder Aufwand verbunden, weshalb der Reichtum nur ein Traum bleibt.

„Ich wär’ so gerne Millionär

Dann wär’ mein Konto niemals leer

Ich wär’ so gerne Millionär

Millionenschwer“

## Produktion
Der Song wurde von der Musikproduzentin Annette Humpe produziert. Als Autor fungierte Die-Prinzen-Sänger Sebastian Krumbiegel.

## Musikvideo
Das zu Millionär gedrehte Musikvideo verzeichnet auf YouTube über vier Millionen Aufrufe (Stand Juli 2023). Es zeigt Die Prinzen in einer als „Sparbuch“ bezeichneten Comic-Welt. Darin laufen die Bandmitglieder durch einen Supermarkt, in dem es verschiedene Sonderangebote gibt. Anschließend singt die Band den Song, während sie von Comicfiguren umgeben ist bzw. in einem Comicbus durch die Stadt fährt, wobei Sebastian Krumbiegel stets im Fokus steht.

## Single

### Covergestaltung
Das Singlecover zeigt einen gemalten grünen Frosch, der eine Krone trägt und auf einem Dollar-Zeichen sitzt. Oben im Bild befinden sich die Schriftzüge die Prinzen in Lila und Millionär in Gelb. Der Hintergrund ist rosa gehalten.

### Titelliste
1. Millionär – 2:36
2. Millionär (A-Capella-Version) – 2:36
3. Tschüssi – macht’s gut – 0:15

### Chartplatzierungen
Millionär stieg am 23. Dezember 1991 auf Platz 70 in die deutschen Singlecharts ein und erreichte zwei Wochen später mit Rang 36 die höchste Position. Insgesamt hielt sich der Song 16 Wochen lang in den Top 100. In Österreich belegte das Lied Platz 29 und hielt sich vier Wochen in den Charts, während es in der Schweiz Rang elf erreichte und zwölf Wochen in den Charts vertreten war.
| ChartsChartplatzierungen | Höchstplatzierung | Wochen |
| ------------------------ | ----------------- | ------ |
| Deutschland (GfK)        | 36 (16 Wo.)       | 16     |
| Österreich (Ö3)          | 29 (4 Wo.)        | 4      |
| Schweiz (IFPI)           | 11 (12 Wo.)       | 12     |

## Coverversionen
Im Jahr 2006 veröffentlichte der deutsche Rapper Bass Sultan Hengzt eine Coverversion des Liedes als Single aus seinem Album Berliner Schnauze. Der Song erreichte Platz 44 der deutschen Charts und hielt sich neun Wochen in den Top 100. 2021 coverten Die Prinzen selbst das Lied zusammen mit den Rappern Eko Fresh und MoTrip.